# Armorial scandinave
Cet article présente l'armorial scandinave, c'est-à-dire les armoiries (figures et blasonnements) des royaumes et fiefs scandinaves.
L'armorial parcourt la période allant du Moyen Âge à notre époque actuelle.

## Danemark

### armoiries royales
|  | Royaume de Danemark (petites armes nationales) Armes anciennes : d'or, à neuf cœurs de gueules, posés en trois pals, à trois léopards d'azur, armés et lampassés de gueules, couronnés du champ, brochant sur-le-tout. Armes modernes : d'or, à neuf cœurs de gueules, posés en trois pals, à trois lions léopardés d'azur, armés et lampassés de gueules, couronnés du champ, brochant sur-le-tout. |
|  | Éric de Poméranie (1382 † 1459), roi de Danemark, de Norvège et de Suède Écartelé à la croix de gueules, cantonnée en 1, d'or semé cœurs de gueules, à trois léopards d'azur, armés et lampassés de gueules, couronnés du champ, brochant sur-le-tout (qui est de Danemark) tenant un drapeau de Danemark, en 2 d'azur, à trois couronnes d'or (qui est de Suède moderne), en 3 d'azur, à trois barres d'argent, au lion couronné d'or, brochant sur le tout (qui est de Suède ancien), en 4 d'argent au griffon de gueules, becqué, lampassé, et membrée d'or (qui est de Poméranie ; sur-le-tout de gueules, au lion couronné d'or, tenant dans ses pattes une hache d'argent, emmanchée du second (qui est de Norvège ancien). |
|  | Christophe III de Bavière (1416 † 1448), roi de Danemark, de Norvège et de Suède Écartelé : à la croix pattée d'argent bordée de gueules, qui est le Danebrog, cantonnée en 1 et 4, d'azur, à trois barres d'argent, au lion couronné d'or, brochant sur le tout (qui est de Suède ancien) et en 2 et 3 fuselé en bande d'argent et d'azur (qui est de Bavière) ; sur-le-tout écartelé en 1 d'or, à neuf cœurs de gueules, posés en trois pals, à trois léopards d'azur, armés et lampassés de gueules, couronnés du champ, (qui est de Danemark) en 2 d'azur, à trois couronnes d'or (qui est de Suède moderne) en 3 de gueules, au lion couronné d'or, tenant dans ses pattes une hallebarde d'argent, emmanchée du second (qui est de Norvège au début de la période moderne) et en 4 de gueules au dragon d'or (qui est le royaume des Vandales). |
|  | Dynastie d'Oldenbourg (depuis 1448) Christian Ier d'Oldenbourg (1425 † 1481), roi de Danemark (1448-1481) et de Norvège (1450-81) et de Suède (1457-1464): Écartelé : à la croix pattée d'argent bordée de gueules, qui est le Danebrog, cantonnée en I, d'or, à neuf cœurs de gueules, posés en trois pals, à trois léopards d'azur, armés et lampassés de gueules, couronnés du champ, brochant sur-le-tout (de Danemark) ; en II, d'azur, à trois couronnes d'or (de Suède moderne) ; en III, de gueules, au lion couronné d'or, tenant dans ses pattes une hallebarde d'argent, emmanchée du second (de Norvège au début de la période moderne) ; en IV, de gueules au dragon d'or (du Royaume des Vandales) ; sur-le-tout écartelé : 1 et 4, d'or, à deux lions léopardés d'azur, armés et lampassés de gueules (de Schleswig) ; 2 et 3, de gueules, à la feuille d'ortie d'argent (de Holstein) ; sur-le-tout-du-tout, d'or à deux fasces de gueules (de Oldenbourg). |
|  | Jean Ier de Danemark (1455 † 1513), roi de Danemark et de Norvège (1481-1513) et de Suède (1497-1501): Écartelé : à la croix pattée d'argent bordée de gueules, qui est le Danebrog, cantonnée en I, d'or, à neuf cœurs de gueules, posés en trois pals, à trois léopards d'azur, armés et lampassés de gueules, couronnés du champ, brochant sur-le-tout (de Danemark) ; en II, d'azur, à trois couronnes d'or (de Suède moderne) ; en III, de gueules, au lion couronné d'or, tenant dans ses pattes une hallebarde d'argent, emmanchée du second (de Norvège au début de la période moderne) ; en IV, de gueules au dragon d'or (du Royaume des Vandales) ; sur-le-tout écartelé : 1, d'or, à deux lions léopardés d'azur, armés et lampassés de gueules (de Schleswig) ; 2 et 3, de gueules, à la feuille d'ortie d'argent (de Holstein) ; 4, de gueules, au cygne d'argent, becqué, membré et colleté d'une couronne d'or (Storman) sur-le-tout-du-tout, d'or à deux fasces de gueules (de Oldenbourg). |
|  | Christian II de Danemark (1481 † 1559), roi de Danemark et de Norvège (1413-1523) et de Suède (1520-1521): Écartelé : à la croix pattée d'argent bordée de gueules, qui est le Danebrog, cantonnée en I, d'or, à neuf cœurs de gueules, posés en trois pals, à trois léopards d'azur, armés et lampassés de gueules, couronnés du champ, brochant sur-le-tout (de Danemark) ; en II, d'azur, à trois couronnes d'or (de Suède moderne) ; en III, de gueules, au lion couronné d'or, tenant dans ses pattes une hallebarde d'argent, emmanchée du second (de Norvège au début de la période moderne) ; en IV, de gueules au dragon d'or (du Royaume des Vandales) ; sur-le-tout écartelé : 1 et 4, d'or, à deux lions léopardés d'azur, armés et lampassés de gueules (de Schleswig) ; 2 et 3, de gueules, à la feuille d'ortie d'argent (de Holstein) ; sur-le-tout-du-tout, d'or à deux fasces de gueules (de Oldenbourg). |
|  | Frédéric Ier de Danemark (1471 † 1533), roi de Danemark et de Norvège (1423-1533) : Ecartelé : à la croix pattée d'argent bordée de gueules, qui est le Danebrog, cantonnée en I et IV, d'or, à neuf cœurs de gueules, posés en trois pals, à trois lions léopardés d'azur, armés et lampassés de gueules, couronnés du champ, brochant sur-le-tout (de Danemark) ; en II, de gueules, au lion couronné d'or, tenant dans ses pattes une hache danoise d'argent, emmanchée du second (de Norvège ancien) ; en III, , de gueules au dragon d'or (du Royaume des Vandales) ; sur-le-tout écartelé : 1 et 4, d'or, à deux lions léopardés d'azur, armés et lampassés de gueules (de Schleswig) ; en 2, de gueules, à la feuille d'ortie d'argent (de Holstein) ; en 3, de gueules, au cygne d'argent, becqué, membré et colleté d'une couronne d'or (Stormarn) ; sur-le-tout-du-tout, d'or à deux fasces de gueules (de Oldenbourg). |
|  | Christian III de Danemark (1503 † 1559), roi de Danemark et de Norvège (1534-1559) : Écartelé : à la croix pattée d'argent bordée de gueules, qui est le Danebrog, cantonnée en I, d'or, à neuf cœurs de gueules, posés en trois pals, à trois lions léopardés d'azur, armés et lampassés de gueules, couronnés du champ, brochant sur-le-tout (de Danemark) ; en II, de gueules, au lion couronné d'or, tenant dans ses pattes une hallebarde d'argent, emmanchée du second (de Norvège au début de la période moderne) ; en III, d'azur, à trois couronnes d'or (de Suède moderne) ; en IV, d'or au lion léopardé d'azur soutenu de neuf cœurs de gueules ordonnés 5 et 4 (du Royaume des Goths) ; sur-le-tout écartelé : 1, d'or, à deux lions léopardés d'azur, armés et lampassés de gueules (de Schleswig) ; 2 de gueules, à la feuille d'ortie d'argent (de Holstein) ; 3 de gueules, au cygne d'argent, becqué, membré et colleté d'une couronne d'or (Storman) ; 4 d'or à deux fasces de gueules (de Oldenbourg). |
|  | Frédéric II de Danemark (1534 † 1588), roi de Danemark et de Norvège (1559-1588) : Ecartelé : à la croix pattée d'argent bordée de gueules, qui est le Danebrog, cantonnée en I, d'or, à neuf cœurs de gueules, posés en trois pals, à trois lions léopardés d'azur, armés et lampassés de gueules, couronnés du champ, brochant sur-le-tout (de Danemark) ; en II, de gueules, au lion couronné d'or, tenant dans ses pattes une hache danoise d'argent, emmanchée du second (de Norvège ancien) ; en III, d'or au lion léopardé d'azur soutenu de neuf cœurs de gueules ordonnés 5 et 4 (du Royaume des Goths) ; en IV, de gueules au dragon d'or (du Royaume des Vandales) ; en V, d'azur, à trois couronnes d'or (de Suède moderne) ; en VI, de gueules l'agneau pascal d'argent, portant une hampe croisetée d'or en barre de laquelle pend une bannière aussi d'argent chargée d'une croix de gueules (de Gotland ancien) ; en VII, d'or, à deux lions léopardés d'azur, armés et lampassés de gueules (de Schleswig) ; en VIII, de gueules à la morue d'argent surmonté d'une couronne d'or (de l'Islande) ; en IX, de gueules, à la feuille d'ortie d'argent (de Holstein) ; en X, de gueules, au cygne d'argent, becqué, membré et colleté d'une couronne d'or (Stormarn) ; en XI, d'or à deux fasces de gueules (de Oldenbourg) ; en XII, d'azur, à la croix pattée, au pied fiché d'or (de Delmenhorst) sur le tout de gueules, au cavalier d'or armé d'argent (Ditmarsie).                        |
|  | 1559-1699 : Écartelé : à la croix pattée d'argent bordée de gueules, qui est le Danebrog, cantonnée en I, d'or, à neuf cœurs de gueules, posés en trois pals, à trois lions léopardés d'azur, armés et lampassés de gueules, couronnés du champ, brochant sur-le-tout (de Danemark) ; en II, de gueules, au lion couronné d'or, tenant dans ses pattes une hallebarde d'argent, emmanchée du second (de Norvège au début de la période moderne) ; en III, d'azur, à trois couronnes d'or (de Suède moderne) ; en IV, d'or au lion léopardé d'azur soutenu de neuf cœurs de gueules ordonnés 5 et 4 (du Royaume des Goths) ; en plaine, de gueules au dragon d'or (du Royaume des Vandales) ; sur-le-tout écartelé : 1, d'or, à deux lions léopardés d'azur, armés et lampassés de gueules (de Schleswig) ; 2 de gueules, à la feuille d'ortie d'argent (de Holstein) ; 3 de gueules, au cygne d'argent, becqué, membré et colleté d'une couronne d'or (Storman) ; 4 de gueules, au cavalier armé d'argent (Ditmarsie) ; sur-le-tout-du-tout parti d'or à deux fasces de gueules (de Oldenbourg) et d'azur, à la croix pattée, au pied fiché d'or (de Delmenhorst). |
|  | 1699-1819 : Écartelé : à la croix pattée d'argent bordée de gueules, qui est le Danebrog, cantonnée en I, d'or, à neuf cœurs de gueules, posés en trois pals, à trois lions léopardés d'azur, armés et lampassés de gueules, couronnés du champ, brochant sur-le-tout (de Danemark) ; en II, de gueules, au lion couronné d'or, tenant dans ses pattes une hallebarde d'argent, emmanchée du second (de Norvège au début de la période moderne) ; en III, coupé d'azur, à trois couronnes d'or (de Suède moderne) et d'or, à deux lions léopardés d'azur, armés et lampassés de gueules (de Schleswig) ; en IV, coupé d'or au lion léopardé d'azur soutenu de neuf cœurs de gueules ordonnés 5 et 4 (du Royaume des Goths) et de gueules au dragon d'or (du Royaume des Vandales) ; sur-le-tout parti de gueules, à la feuille d'ortie d'argent (de Holstein) et de gueules, au cygne d'argent, becqué, membré et colleté d'une couronne d'or (Storman), enté en pointe de gueules, au cavalier armé d'argent (Ditmarsie) ; sur-le-tout-du-tout parti d'or à deux fasces de gueules (de Oldenbourg) et d'azur, à la croix pattée, au pied fiché d'or (de Delmenhorst). |
|  | 1819-1903 : La perte de la Norvège, cédée au roi de Suède en 1814, entraîne la suppression du quartier correspondant écartelé : à la croix pattée d'argent bordée de gueules, qui est le Danebrog, cantonnée en I, d'or, à neuf cœurs de gueules, posés en trois pals, à trois lions léopardés d'azur, armés et lampassés de gueules, couronnés du champ, brochant sur-le-tout (de Danemark) ; en II, d'or, à deux lions léopardés d'azur, armés et lampassés de gueules (de Schleswig) ; en III, coupé : A d'azur, à trois couronnes d'or (de Suède moderne) et B parti de gueules à une peau de morue d'argent tenue en pal par une traverse de sable, le tout couronné d'or (d'Islande ancien) et coupé d'azur à un bélier d'argent passant lampassé de gueules et armé d'or et d'azur (des Iles Féroé) à un ours polaire passant d'argent armé du premier (de Groenland) ; en IV, coupé d'or au lion léopardé d'azur soutenu de neuf cœurs de gueules ordonnés 5 et 4 (du Royaume des Goths) et de gueules au dragon d'or (du Royaume des Vandales) ; sur-le-tout écartelé au 1 de gueules, à la feuille d'ortie d'argent (de Holstein) au 2 de gueules, au cygne d'argent, becqué, membré et colleté d'une couronne d'or (Storman), au 3 de gueules, au cavalier armé d'argent (Ditmarsie), au 4 de gueules à la tête de cheval coupée d'or (de Lauenbourg) ; sur-le-tout-du-tout parti d'or à deux fasces de gueules (de Oldenbourg) et d'azur, à la croix pattée, au pied fiché d'or (de Delmenhorst). |
|  | 1903-1948 : La modification des armoiries de l'Islande implique celle des armoiries des rois de Danemark, qui contiennent l'Islande parmi les quartiers : écartelé : à la croix pattée d'argent bordée de gueules, qui est le Danebrog, cantonnée en I, d'or, à neuf cœurs de gueules, posés en trois pals, à trois lions léopardés d'azur, armés et lampassés de gueules, couronnés du champ, brochant sur-le-tout (de Danemark) ; en II, d'or, à deux lions léopardés d'azur, armés et lampassés de gueules (de Schleswig) ; en III, coupé : A d'azur, à trois couronnes d'or (de Suède moderne) et B parti d'azur à l'aigle d'argent tarée de profil (d'Islande moderne) et coupé d'azur à un bélier d'argent passant lampassé de gueules et armé d'or (des Iles Féroé) et d'azur à un ours polaire passant d'argent armé du premier (de Groenland) ; en IV, coupé d'or au lion léopardé d'azur soutenu de neuf cœurs de gueules ordonnés 5 et 4 (du Royaume des Goths) et de gueules au dragon d'or (du Royaume des Vandales) ; sur-le-tout écartelé au 1 de gueules, à la feuille d'ortie d'argent (de Holstein) au 2 de gueules, au cygne d'argent, becqué, membré et colleté d'une couronne d'or (Storman), au 3 de gueules, au cavalier armé d'argent (Ditmarsie), au 4 de gueules à la tête de cheval coupée d'or (de Lauenbourg) ; sur-le-tout-du-tout parti d'or à deux fasces de gueules (de Oldenbourg) et d'azur, à la croix pattée, au pied fiché d'or (de Delmenhorst).                       |
|  | 1948-1972 : En 1948, l'indépendance de l'Islande entraîne la disparition du quartier correspondant : Écartelé : à la croix pattée d'argent bordée de gueules, qui est le Danebrog, cantonnée en I, d'or, à neuf cœurs de gueules, posés en trois pals, à trois lions léopardés d'azur, armés et lampassés de gueules, couronnés du champ, brochant sur-le-tout (de Danemark) ; en II, d'or, à deux lions léopardés d'azur, armés et lampassés de gueules (de Schleswig) ; en III, coupé : A d'azur, à trois couronnes d'or (de Suède moderne) et B parti d'azur à un bélier d'argent passant lampassé de gueules et armé d'or (des Iles Féroé) et d'azur à un ours polaire passant d'argent armé du premier (de Groenland) ; en IV, coupé d'or au lion léopardé d'azur soutenu de neuf cœurs de gueules ordonnés 5 et 4 (du Royaume des Goths) et de gueules au dragon d'or (du Royaume des Vandales) ; sur-le-tout écartelé au 1 de gueules, à la feuille d'ortie d'argent (de Holstein) au 2 de gueules, au cygne d'argent, becqué, membré et colleté d'une couronne d'or (Storman), au 3 de gueules, au cavalier armé d'argent (Ditmarsie), au 4 de gueules à la tête de cheval coupée d'or (de Lauenbourg) ; sur-le-tout-du-tout parti d'or à deux fasces de gueules (de Oldenbourg) et d'azur, à la croix pattée, au pied fiché d'or (de Delmenhorst). |
|  | Depuis 1972 : Margrethe II (1940), Reine du Danemark : Écartelé : à la croix pattée d'argent bordée de gueules, qui est le Danebrog, cantonnée en I et IV, d'or, à neuf cœurs de gueules, posés en trois pals, à trois lions léopardés d'azur, armés et lampassés de gueules, couronnés du champ, brochant sur-le-tout (de Danemark) ; en II, d'or, à deux lions léopardés d'azur, armés et lampassés de gueules (de Schleswig) ; en III, coupé : A d'azur, à trois couronnes d'or (de Suède moderne) et B parti d'azur un bélier d'argent passant lampassé de gueules et armé d'or (des Iles Féroé) et d'azur à un ours polaire passant d'argent armé du premier (de Groenland) ; sur-le-tout d'or à deux fasces de gueules (de Oldenbourg). |
|  | Prince Frederik André Henrik Christian af Glücksborg (né le 26 mai 1968), prince héritier de la Couronne danoise (1972- ), Écartelé : à la croix pattée d'argent bordée de gueules, qui est le Danebrog, cantonnée en I et IV, d'or, à neuf cœurs de gueules, posés en trois pals, à trois lions léopardés d'azur, armés et lampassés de gueules, couronnés du champ, brochant sur-le-tout (de Danemark) ; en II, d'or, à deux lions léopardés d'azur, armés et lampassés de gueules (de Schleswig) ; en III, coupé : A d'azur, à trois couronnes d'or (de Suède moderne) et B parti d'azur un bélier d'argent passant lampassé de gueules et armé d'or (des Iles Féroé) et d'azur à un ours polaire passant d'argent armé du premier (de Groenland) ; sur-le-tout d'or à deux fasces de gueules (de Oldenbourg) |
|  | Prince Joachim Holger Waldemar Christian af Glücksborg (né le 7 juin 1969), prince de Danemark, comte de Monpezat, |
|  | Henri de Laborde de Monpezat (1934 † 2018), prince consort du Danemark (1972-2016) : Écartelé : en 1 et 4, d'or, à neuf cœurs de gueules, posés en trois pals, à trois lions léopardés d'azur, armés et lampassés de gueules, couronnés du champ, brochant sur-le-tout, qui est de Danemark; en 2 et 3, de gueules, au lion d'or, accompagnée en chef, de trois étoiles du même, qui est de Laborde de Monpezat. |

### Armes des fiefs
|  | Duché de Schleswig D'or à deux lions léopardés d'azur, armés et lampassés de gueules. |

## Finlande
|  | Finlande De gueules, au lion couronné d'or, la patte avant dextre vêtue d'une armure d'argent, le coude et le poignet d'or, armée d'une épée d'argent, garnie d'or, les pattes arrière du lion posées sur un cimeterre d'argent mis en fasce et garni d'or, à neuf roses d'argent mal disposées sur le champ. |

## Norvège

### Royaume de Norvège
| Image | Blasonnement |
| ----- | --- |
|       | Depuis 1280 : de gueules, au lion couronné d'or, tenant dans ses pattes une hache d'argent, emmanchée d'or (maison Sverre). |
|       | du XVe siècle à 1844: de gueules, au lion couronné d'or, tenant dans ses pattes une hallebarde d'argent, emmanchée d'or. |
|       | 1844-1905 : Un écu carré de gueules avec un lion d'or couronné, dressé et rampant de la pointe à senestre vers le chef à dextre, la gueule ouverte et la langue tirée, brandissant dans ses pattes avant une hache de guerre à la lame d'argent, emmanchée d'or. Au-dessus de l'écu: une couronne royale. |
|       | Depuis 1905 : de gueules, au lion couronné d'or, tenant dans ses pattes une hache d'argent, emmanchée d'or. Introduit par Ordre Royal en Conseil du 14 décembre 1905. Trois variantes ont été successivement utilisées : - entre 1905 et 1937 : dessin effectué par le peintre Eilif Peterssen, avec la couronne fermée surmontée d'un demi-lion du royaume. - entre 1937 et 1943 puis depuis 1945: dessin de l'archiviste Hallvard Trætteberg inspiré de l'Armorial Wijnbergen, avec une couronne royale simple, sans le demi-lion - entre 1943 et 1945, le gouvernement de collaboration fait redessiner le lion d'après l'armorial Wijnbergen mais le fait surmonter d'une couronne ouverte à trois fleurons. |

### Famille royale
| Image | Blasonnement |
| ----- | --- |
|       | Le roi : Les armes du royaume entourées du collier de Saint Olaf et placées sous un manteau de pourpre fourré d'hermine, surmonté du même lion que l'écu, issant d'une couronne royale . - Dans les armes dynastiques, le dessin d'Eilif Peterssen a été conservé même après 1937.                       |
|       | Le prince héritier: Les armes du royaume entourées du collier de Saint Olaf et placées sous un manteau de gueules fourré d'hermine, surmonté de la couronne du prince héritier. - Dans les armes dynastiques, le dessin d'Eilif Peterssen a été conservé même après 1937.                                |
|       | Les autres princes et princesses : Les armes du royaume entourées du collier de Saint Olaf et placées sous un manteau de gueules fourré d'hermine, surmonté de la couronne du prince héritier, sans le bonnet. - Dans les armes dynastiques, le dessin d'Eilif Peterssen a été conservé même après 1937. |

## Suède

### Armes royales
|                 | Suède (petites armes nationales) De 1222 à 1275, les rois de Suède portent les mêmes armoiries que celles des rois de Danemark. Armoiries de 1275 à 1319 : D'azur, à trois barres ondées d'argent, au lion couronné d'or armé et lampassé de gueules, brochant sur le tout (le roi Magnus III utilise les armes de son père - Birger Jarl - et ajoute une couronne sur le lion). Armoiries de 1319 à 1363 : D'azur à trois couronnes d'or posées 2 et 1. |
|                 | Magnus Ier de Suède (†1130), roi de Suède de 1125 à 1130 |
|                 | Knut II de Johanson († 1234), roi de Suède de 1229 à 1234 D'azur, à une fasce d'argent, accompagnée de deux fasces d'or. |
|                 | Valdemar Ier de Suède (†1302), roi de Suède de 1250 à 1275 D'azur semé de cœurs à trois léopards d'argent couronnés d'or. |
|                 | Magnus Ladulås († 1290), roi de Suède de 1275 à 1290 D'azur semé de cœurs de gueules, à trois barres d'argent, au lion brochant, couronné d'or, armé et lampassé du deuxième. |
|                 | Albert de Mecklembourg, roi de Suède de 1363 à 1389 Écartelé : 1, d'azur, à trois couronnes d'or ; 2, d'or, à la tête de buffle de sable, lampassé de gueules et couronné d'or ; 3, d'or, au chef de gueules (alias coupé de gueules et d'or) ; 4, d'azur, au griffon d'or, lampassé de gueules, les membres inférieurs armés du même. |
| Union de Kalmar | 1389-1397 : Marguerite Ire de Danemark, reine de Danemark, de Norvège et de Suède (voir plus haut). 1397-1439 : Éric de Poméranie, roi de Danemark, de Norvège et de Suède (voir plus haut). 1440-1448 : Christophe de Bavière, roi de Danemark, de Norvège et de Suède (voir plus haut). |
|                 | Charles VIII Bonde, roi de Suède de 1448 à 1457, de 1464 à 1465 et de 1467 à 1470 et roi de Norvège de 1449 à 1450. Écartelé à la croix pattée d'or, qui est la Croix de Saint-Eric, cantonnée en 1 et 4, d'azur à trois couronnes d'or posées 2 et 1 qui est de Suède moderne, en 2 et 3, d'azur, à trois barres d'argent, au lion d'or et couronné de même, brochant sur le tout, qui est de Suède ancien, sur le tout, d'or à la coque de bateau de gueules des plumes de paon sortant de chaque extrémités de celle-ci (qui est de Bonde),. Roi de Norvège : Écartelé à la croix pattée d'or, qui est la Croix de Saint-Eric, cantonnée en 1 et 4, d'azur à trois couronnes d'or posées 2 et 1 qui est de Suède moderne, en 2 et 3,de gueules, au lion couronné d'or, tenant dans ses pattes une hallebarde d'argent, emmanchée d'or qui est de Norvège ancien, sur le tout, d'or à la coque de bateau de gueules des plumes de paon sortant de chaque extrémités de celle-ci (qui est de Bonde). |
| Union de Kalmar | 1457-1464 : Christian Ier d'Oldenbourg, roi de Suède, de Danemark et de Norvège 1497-1501 : Jean Ier d'Oldenbourg, roi de Suède, de Danemark et de Norvège 1520-1523 : Christian II d'Oldenbourg, roi de Suède, de Danemark et de Norvège |
|                 | Dynastie de Vasa de 1523 à 1654 Écartelé à la croix pattée d'or, qui est la Croix de Saint-Eric, cantonnée en 1 et 4, d'azur à trois couronnes d'or posées 2 et 1 qui est de Suède moderne, en 2 et 3, d'azur, à trois barres ondées d'argent, au lion couronné d'or armé et lampassé de gueules, brochant sur le tout, qui est de Suède ancien, sur le tout, tranché d'azur et de gueules à la banche d'argent et à la gerbe d'or brochant sur le tout qui est de Vasa. Broderie de Sacre du Roi Erik XIV de Suède stipulant explicitement les prétentions impérialistes de la Suède :Écartelé à la croix pattée d'or, qui est la Croix de Saint-Eric, cantonnée en 1, d'azur à trois couronnes d'or posées 2 et 1 qui est de Suède moderne, en 2, d'azur, à trois barres ondées d'argent, au lion couronné d'or et lampassé de gueules brochant sur le tout, qui est de Suède ancien, en 3, de gueules, au lion couronné d'or, tenant dans ses pattes une hallebarde d'argent, emmanchée du second qui est de Norvège, en 4, d'or, à neuf cœurs de gueules, posés en trois pals, à trois léopards d'azur, armés et lampassés de gueules, couronnés du champ, (de Danemark). Sur le tout, tranché d'azur et de gueules à la bande d'argent, à la gerbe d'or brochante, qui est de Vasa. Grandes armoiries du Roi Erik XIV de Suède avec ornements extérieurs au château de Kalmar. |
|                 | Dynastie palatine de 1654 à 1720 Écartelé à la croix pattée d'or, qui est la Croix de Saint-Eric, cantonnée en 1 et 4, d'azur à trois couronnes d'or posées 2 et 1 qui est de Suède moderne, en 2 et 3, d'azur, à trois barres ondées d'argent, au lion couronné d'or armé et lampassé de gueules, brochant sur le tout, qui est de Suède ancien, sur le tout, écartelé en 1 fuselé en bande d'azur et d'argent (qui est de Bavière), en 2 d'or au lion de sable armé et lampassé de gueules (qui est de Juliers), en 3 de gueules, à l'écusson d'argent, aux rais d'escarboucle d'or, brochantes sur le tout (qui est de Clèves) et en 4 d'argent au lion de gueules, la queue fourchée passée en sautoir, armé, lampassé et couronné d'or (qui est de Berg), sur le tout du tout de sable, au lion d'or, armé, lampassé et couronné de gueules (qui est du comté palatin du Rhin),. |
|                 | Frédéric Ier de Hesse-Cassel (1676 † 1751), roi de Suède de 1720 à 1751 Écartelé : à la croix pattée d'or, qui est la Croix de Saint-Eric, cantonnée en 1 et 4, d'azur à trois couronnes d'or posées 2 et 1 qui est de Suède moderne, en 2 et 3, d'azur, à trois barres ondées d'argent, au lion couronné d'or armé et lampassé de gueules, brochant sur le tout, qui est de Suède ancien, sur-le-tout parti d'un, coupé de deux, soit six quartiers : en 1, d'argent à la croix patriarcale de gueules qui est de Hersfeld, en 2 d'or, au chef de sable, chargé d'une étoile à six rais d'argent (comté de Ziegenhain (de)), en 3 d'or au lion de gueules armé, lampassé et couronné d'azur, qui est de Katzenelnbogen ; 4 de gueules aux deux léopards d'or, qui est de Dietz, en 5 coupé de sable, à deux étoiles à six rais d'argent et d'or plain, qui est de Nidda, en 6 de gueules, à la feuille d'ortie d'argent, qui est de Schaumbourg, sur-le-tout-du-tout, d'azur, au lion burelé d'argent et de gueules, armé, lampassé et couronné d'or, qui est de Hesse-Cassel,. |
|                 | Adolphe Frédéric de Holstein-Gottorp (1710 † 1771), roi de Suède de 1751 à 1771 et Gustave III, roi de Suède de 1771 à 1792. Écartelé : à la croix pattée d'or, qui est la Croix de Saint Éric, cantonnée en 1 et 4, d'azur, à trois couronnes d'or (de Suède moderne), en 2 et 3, d'azur, à trois barres ondées d'argent, au lion couronné d'or, brochant sur le tout (de Suède ancien) ; sur-le-tout écartelé : 1, de gueules, au lion couronné d'or, tenant dans ses pattes une hallebarde d'argent, emmanchée du second; 2, d'or, à deux lions léopardés d'azur, armés et lampassés de gueules (de Schleswig) ; 3, de gueules, à la feuille d'ortie d'argent (de Holstein) ; 4, de gueules, au cygne d'argent, becqué, membré et colleté d'une couronne d'or (de Stormarn ; enté en pointe de gueules, au cavalier armé d'argent (de Dithmarse) ; sur-le-tout-du-tout, écartelé d'or à deux fasces de gueules (de Oldenbourg) et d'azur, à la croix pattée, au pied fiché d'or (de Delmenhorst)., Armoiries légèrement différentes pour le roi Gustave IV Adolphe, roi de Suède de 1792 à 1809. Écartelé : à la croix pattée d'or, qui est la Croix de Saint-Eric, cantonnée en 1 et 4, d'azur à trois couronnes d'or posées 2 et 1 qui est de Suède moderne, en 2 et 3, d'azur, à trois barres ondées d'argent, au lion couronné d'or armé et lampassé de gueules, brochant sur le tout, qui est de Suède ancien, sur-le-tout parti d'un, coupé de deux, soit six quartiers : en 1, d'or, à neuf cœurs de gueules, posés en trois pals, à trois lions léopardés d'azur, armés et lampassés de gueules, couronnés du champ, brochant sur-le-tout, en 2 de gueules, au lion couronné d'or, tenant dans ses pattes une hallebarde d'argent, emmanchée du second (de Norvège), en 3 d'or, à deux lions léopardés d'azur, armés et lampassés de gueules (de Schleswig), 4 de gueules, à la feuille d'ortie d'argent (de Holstein), en 5 de gueules, au cygne d'argent, becqué, membré et colleté d'une couronne d'or (de Stormarn), en 6 de gueules, au cavalier armé d'argent (de Dithmarse), sur-le-tout-du-tout, écartelé d'or à deux fasces de gueules (de Oldenbourg) et d'azur, à la croix pattée, au pied fiché d'or (de Delmenhorst). |
|                 | Charles XIII de Holstein-Gottorp (1748 † 1818), roi de Suède de 1809 à 1818 et de Norvège de 1814 à 1818. Écartelé : à la croix pattée d'or, qui est la Croix de Saint Éric, cantonnée en 1 et 4, d'azur, à trois couronnes d'or (de Suède moderne), en 2 et 3, d'azur, à trois barres ondées d'argent, au lion couronné d'or, brochant sur le tout (de Suède ancien) ; sur-le-tout écartelé : 1, de gueules, au lion couronné d'or, tenant dans ses pattes une hallebarde d'argent (de Norvège), emmanchée du second; 2, d'or, à deux lions léopardés d'azur, armés et lampassés de gueules (de Schleswig) ; 3, de gueules, à la feuille d'ortie d'argent (de Holstein) ; 4, de gueules, au cygne d'argent, becqué, membré et colleté d'une couronne d'or (de Stormarn ; enté en pointe de gueules, au cavalier armé d'argent (de Dithmarse) ; sur-le-tout-du-tout, écartelé d'or à deux fasces de gueules (de Oldenbourg) et d'azur, à la croix pattée, au pied fiché d'or (de Delmenhorst). 1814 : Acquisition de la Norvège : Au pairle patté d'or, cantonné en chef d'azur, à trois couronnes d'or (de Suède moderne), à dextre de gueules, au lion couronné d'or, tenant dans ses pattes une hallebarde d'argent, emmanchée du second et à sénestre d'azur, à trois barres ondées d'argent, au lion couronné d'or, brochant sur le tout (de Suède ancien), sur-le-tout écartelé : 1, de gueules, à la feuille d'ortie d'argent (de Holstein) ; 2, d'or, à deux lions léopardés d'azur, armés et lampassés de gueules (de Schleswig) ; 3, de gueules, au cygne d'argent, becqué, membré et colleté d'une couronne d'or (de Stormarn) ; 4, de gueules, au cavalier armé d'argent (de Dithmarse) ; sur-le-tout-du-tout, écartelé d'or à deux fasces de gueules (de Oldenbourg) et d'azur, à la croix pattée, au pied fiché d'or (de Delmenhorst). |
|                 | Charles XIV Jean Bernadotte (1763 † 1844), Prince Héritier de Suède de 1810 à 1818 puis Roi de Suède et de Norvège de 1818 à 1844. Au pairle patté d'or, cantonné en chef d'azur, à trois couronnes d'or (de Suède moderne), à dextre de gueules, au lion couronné d'or, tenant dans ses pattes une hallebarde d'argent, emmanchée du second et à sénestre d'azur, à trois barres ondées d'argent, au lion couronné d'or, brochant sur le tout (de Suède ancien), sur-le-tout parti tranché d'azur et de gueules à la banche d'argent et à la gerbe d'or brochant sur le tout (de Vasa) et d'azur, à un pont de trois arches sommé de deux tours crénelées et posé sur une champagne ondée, le tout d'argent (de Pontecorvo), au chef d'azur à l'aigle contournée d'or au vol abaissé, empiétant un foudre du même (de Bernadotte),. |
|                 | Oscar Ier(1799 † 1859), roi de Suède et de Norvège de 1844 à 1859, Charles XV Bernadotte(1826 † 1872), roi de Suède et de Norvège de 1859 à 1872 et Oscar II (1829 † 1907), roi de Suède de 1872 à 1907 et de Norvège de 1872 à 1905. Parti, en 1 coupé d'or, cantonné en chef d'azur, à trois couronnes d'or (de Suède moderne) et d'azur, à trois barres ondées d'argent, au lion couronné d'or, brochant sur le tout (de Suède ancien), en 2 de gueules, au lion couronné d'or, tenant dans ses pattes une hache danoise d'argent, emmanchée du second (de Norvège ancien) à la demi-croix de Saint-Eric, sur-le-tout parti de Vasa (tiercé en bande d'azur, d'argent et de gueules à la gerbe d'or brochant) et de Pontecorvo (d'azur, au pont à trois arches d'argent, sur une rivière de même, ombrée d'azur, et supportant deux tours du second ; le tout surmonté d'un corbeau de sable empiétant un foudre d'or accompagné en chef de sept étoiles d'or aussi rangées en forme de la constellation de la Grande Ourse (de Bernadotte)). 1885 : changement des armoiries du Roi Oscar II : parti, en 1 coupé d'or, cantonné en chef d'azur, à trois couronnes d'or (de Suède moderne) et d'azur, à trois barres ondées d'argent, au lion couronné d'or, brochant sur le tout (de Suède ancien), en 2 de gueules, au lion couronné d'or, tenant dans ses pattes une hache danoise d'argent, emmanchée du second (de Norvège ancien) à la demi-croix de Saint-Eric, sur le tout parti de Vasa (tiercé en bande d'azur, d'argent et de gueules à la gerbe d'or brochant) et de Pontecorvo (d'azur, au pont à trois arches d'argent, sur une rivière de même, ombrée d'azur, et supportant deux tours du second ; le tout surmonté d'une aigle de sable empiétant un foudre d'or accompagné en chef de sept étoiles d'or aussi rangées en forme de la constellation de la Grande Ourse (de Bernadotte)). |
|                 | 1905 : rupture de l'union personnelle entre la Suède et la Norvège. Oscar II (1829 † 1907), roi de Suède de 1872 à 1907. Écartelé : à la croix pattée d'or, qui est la Croix de Saint-Eric, cantonnée en 1 et 4, d'azur à trois couronnes d'or posées 2 et 1 (qui est de Suède moderne), en 2 et 3, d'azur, à trois barres ondées d'argent, au lion couronné d'or armé et lampassé de gueules, brochant sur le tout (qui est de Suède ancien), sur-le-tout parti tranché d'azur et de gueules à la banche d'argent et à la gerbe d'or brochant sur le tout (qui est de Vasa) et d'azur, à un pont de trois arches sommé de deux tours crénelées et posé sur une champagne ondée, le tout d'argent, accompagné en chef de sept étoiles du même au chef d'azur à l'aigle contournée de sable au vol abaissé, empiétant un foudre d'or (de Bernadotte)., |
|                 | Gustave V (1858† 1950), roi de Suède de 1907 à 1950, Gustave VI Adolphe (1882† 1973), roi de Suède de 1950 à 1973 le roi Charles XVI Gustave (1946) utilisa ces armoiries de 1973 à 1982. Écartelé : à la croix pattée d'or, qui est la Croix de Saint-Eric, cantonnée en 1 et 4, d'azur à trois couronnes d'or posées 2 et 1 (qui est de Suède moderne), en 2 et 3, d'azur, à trois barres ondées d'argent, au lion couronné d'or armé et lampassé de gueules, brochant sur le tout (qui est de Suède ancien), sur-le-tout parti tranché d'azur et de gueules à la banche d'argent et à la gerbe d'or brochant sur le tout (qui est de Vasa) et d'azur, à un pont de trois arches sommé de deux tours crénelées et posé sur une champagne ondée, le tout d'argent, accompagné en chef de sept étoiles du même au chef d'azur à l'aigle contournée d'or au vol abaissé, empiétant un foudre du même (de Bernadotte),. |
|                 | Charles XVI Gustave (1946) Roi de Suède à partir 1973 utilise depuis 1982 de nouvelles armoiries ou seul l'ordre des Séraphins est représenté dans les grandes armoiries. Écartelé : à la croix pattée d'or, qui est la Croix de Saint-Eric, cantonnée en 1 et 4, d'azur, à trois couronnes d'or, qui est de Suède moderne, en 2 et 3, d'azur, à trois barres ondées d'argent, au lion couronné d'or, brochant sur le tout, qui est de Suède ancien; sur-le-tout parti de Vasa et de Bernadotte. |
|                 | Armoiries de la Reine de Suède Écartelé : à la croix pattée d'or, qui est la Croix de Saint-Eric, cantonnée en 1 et 4, d'azur, à trois couronnes d'or, qui est de Suède moderne, en 2 et 3, d'azur, à trois barres ondées d'argent, au lion couronné d'or, brochant sur le tout, qui est de Suède ancien; sur-le-tout parti de gueules et d'or , à la fleur de lys de l'un en l'autre qui est de Sommerlath. |

### Armes des nobles
|  | Birger Jarl († 1266), régent de Suède de 1251 à 1266 D'azur semé de cœurs de gueules* à trois barres d'argent, au lion d'or brochant sur le tout. * Il y a là non-respect de la règle de contrariété des couleurs : ces armes sont fautives (semé de gueules sur champ d'azur). |
|  | Vasa Tranché d'azur et de gueules à la banche d'argent et à la gerbe d'or brochant sur le tout,. Armes parlantes (le mot suédois Vase signifie gerbe). |

## Sources
- Jiri Louda et Michael Maclagan, Les Dynasties d'Europe, Bordas, 1981 (réimpr. 1993), 308 p. (ISBN 2-04-027013-2)
- Héraldique Européenne